# 기독교신학 작업
기독교신학 작업은 신학원리와 신학방법론에 근거하여 신학체계를 세우는 신학 작업이다. 기독교 신학은 예수 그리스도에 의해 그 기초가 세워졌으며 그의 제자들과 속사도, 교부 그리고 많은 정통신학자들의 가르침을 통하여 형성되었다. 계몽주의 이후 발생된 자유주의 신학자들과 현대신학자들이 자신들의 원리에 근거하여 신학화를 주장하였고, 근대와 포스트모던을 지나면서 신학의 정통성에 다양한 논의와 도전이 진행되고 있다.

## 신학 작업 즉 어떻게 연구하여 그 결과를 만들 것인가?
신학 작업은 몇 단계를 거치면서 형성된다.

### 신학 작업의 순서
자료수집(선행조사)과 자료분류(특징과 공통점과 차이점), 자료분석(개별적인 개념들에 대한 자신의 이해와 해석 및 2차문헌과 교차검증 및 평가, 자신의 학문화작업(중요한 특징이나, 공통점을 찾고 연구한 과정에 따른 정당한 주장의 결과를 산출) 등이다.

### 자료수집 방법
보석을 먼저 알아야 광산에서 보석을 찾을수 있다. 자료를 수집하는 것은 무작정으로 수집하는 것이 아니라 일정한 규칙에 따라서 수집되어야 한다. 어떤 특별한 성질을 가진점, 어떤 양적인 혹은 질적인 면인가, 인간의 이성의 한계인가, 초월적인 특성인가, 같은 공동체에 소속되었는지, 전쟁과 관련되는지, 질병과 관련되는지, 어떤 심판의 방법이 있는지 등등 수많은 특성들이 있다. 그러나 이런 것들이 전체적으로 총체적으로 함께 수집된다면 혼란스럽게된다. 따라사 일정한 규칙에 따라서 분류의 범주가 정해져야 한다.
신학에 대한 폭넓은 지식과 깊은 전문성이 있어야 신학의 여러 주제들에 대한 자료를 찾을수 있다. 자료수집은 자신의 신학적 능력과 수준에 비례하여 모아진다. 그렇기 때문에 신학에 대한 탐구가 중요하다. 신학의 다양한 개념들을 파악하고 이해해야 한다.
자료수집의 1 단계는 먼저 원하는 개념이나 사상의 관점에서 찾아내는 것이다. 가령 여호와라는 이름이 어떻게 쓰였는지를 알고 싶다면, 창세기부터 여호와라는 단어가 쓰여진 성경의 본문들을 전부 찾아보아야 한다. 그리고 어떤 용도로 쓰였는지를 살피는 것이다. 문법적 구조, 문장속에서 어떤 의미를 갖는지, 그의 백성과 어떤 관계를 갖는지, 고대 근동지역에서의 어원적 의미는 무엇이었는지 등등 고려되어야 한다. 또한 다른 전문 학자들의 글에서 큰 도움을 얻을 수 있다. 구약언어사전에서도 도움을 받을수 있다. 전문서적과 학술지등에서도 여러 필요한 자료를 얻을수 있다.

### 자료분류
모아진 자료를 분리해야 한다, 분리는 학문의 기초이다. 질서와 규칙, 배열(대조적 혹은 유사한), 순서(배경적, 근원적에서 시작. 시간적 흐름에서) 그리고 일정한 사상적 내용의 특징을 분류한다.
분류의 시작- 아리스토텔레스의 방식
목적론은 모든 대상들이 고유한 본질을 가지며 운동과 변화는 이러한 본질을 실현하는 것이라고 한다. 사과씨과 사과나무가 되는 것은 사과씨의 본성인데 본선을 실현하는 과정에서 나온 것이다.  인간의 행위 또는 인간이 만든 것에 적용될 때 가장 자연스럽기 때문에, 실천적 학문인 윤리학이나 정치철학에서 목적론이 두드러지게 드러난다.
목적(형상) 갖는데 원인과 결과로 해석하며, 자료(질료)를 경험적으로 활용(운동)시켜 목적(형상)을 만들어 내는 것이다.
아리스토텔레스의 철학의 영향은 4원인론에 근거한 중세의 토마스 아퀴나스의 화체설이다.
예를들어 하나님의 명칭연구를 한다면,
여호와, 엘로힘(하나님), 전능한 하나님(엘 샤다이), 만군의 주(여호와 체바오트) 단어의 어원들을 조사하여 각각 분류하여 각각의 특성과 서로의 차이점을 밝히는 것이다.
하나님의 성품에 대한 연구를 한다면,
구약성경만 혹은 신약성경, 아니면 전체 성경에서라는 제한을 가지고 한다.
제한을 좁혀서 창세기만 연구한다면 좁더 깊이있게 다루어야 할 것이다.
예를들면 하나님의 성품들의 특징과 각각의 차이점을 연구한다며,
- 하나님의 속성 - 거룩성, 사랑, 자비성, 긍휼성, 은혜성/ 반대로 노하심, 심판하심, 질투하심, 감찰하심 등이다.
- 각각의 특징들은 무엇인가
- 서로의 차이점이 무엇인가
- 연결된 어떤점이 공유되는가 등

### 자료 분석
신학적 이해(해석)와 분석방법을 알아야 한다.
어떻게 분석(해석)하는가. 분류된 항목을 중심으로 몇 개의 중요한 특징을 구조화한다. 자료분석은 자신의 평소의 실력이 나타난다. 문장의 대한이해(의미이해)와 더불어서 사상적 내용(숨은 의도와 중요한 내용)을 파악하는 것이다. 가장 쉽게 기술하는 방식이며, 자신의 해석이 필요하다. 본문에 대한 단순한 기술은 요약이다. 자신의 이해와 해석이 학문적인 주장이다. 단어의 용도가 언제(어떤상황에서, 애굽, 광야에서), 어떻게(환상. 기도, 꿈, face to face-Moses), 누구와 만남(사사, 사무엘, 아담), 어디서(어떤 특정장소, 에덴동산, 벧엘, 미디안 떨기나무 출 3:14), 왜(이스라엘의 구원)

### 신학화 방법
자신의 주장을 증명하고 설득하며 연구의 결과를 제시한다. 신학원리와 신학방법론에 근거하여 연구의 주제를 분석한 결과물에 대한 종합적 해석과 연구의 결과를 제시한다.
예) 하나님(다양한 이름)이라는 단어의 어원들의 의미는 무엇인가?
- 좀더 깊이있게 다양한 이름들의 특성들 파악- 명칭사용에서 고유의 특징과 차이점등
- 개인의 연구와 다른 학자들과 비교연구를 통해 공통점과 차이점이 무엇인가. 연구자의 주장의 설득력을 증명하는 연구분석자료와 공헌도가 요구된다.
- 종합화 - 연구한 결과물에 대한 주장, 마무리 그리고 미래 연구과제는 무엇인가를 제시한다.

## 같이 보기
- 신학원리
- 신학방법론